# Lijst van oorlogsmonumenten in Wormerland
De gemeente Wormerland heeft 5 oorlogsmonumenten. Hieronder een overzicht.

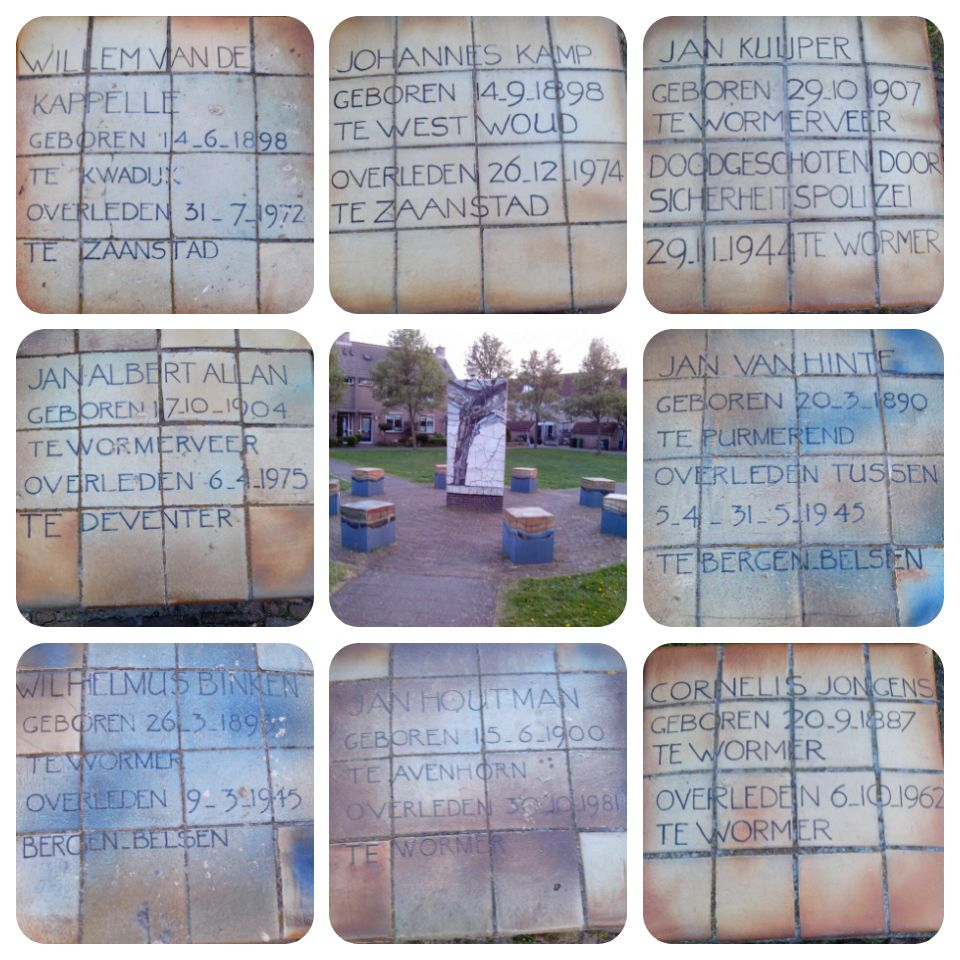
nr. 1824

| Nr.  | Object                       | Herdachte groep                         | Ontwerper | Onthulling | Type        | Locatie                                        | Plaats     | Coördinaten                   | Foto                         |
| ---- | ---------------------------- | --------------------------------------- | --------- | ---------- | ----------- | ---------------------------------------------- | ---------- | ----------------------------- | ---------------------------- |
| 1823 | Slachtoffers uit Wormer      | Burgerslachtoffers,Vervolgden Nederland |           |            | gedenksteen | Dorpsstraat kruising Zaandammerstraat, 1531 DP | Wormer     | 52° 29' 54" NB, 4° 48' 45" OL | Slachtoffers uit Wormer      |
| 1824 | Verzetsmonument              | Verzet Nederland                        |           |            | zuil        | Kees Jongenstraat, 1531 GS                     | Wormer     | 52° 29' 37" NB, 4° 48' 52" OL | Verzetsmonument              |
| 1825 | Monument voor Jan Kuijper    | Burgerslachtoffers                      |           |            | plaquette   | Dorpsstraat 191, 1531 HA                       | Wormer     | 52° 30' 24" NB, 4° 51' 47" OL | Monument voor Jan Kuijper    |
| 1826 | Monument voor Pieter Slooten | Verzet Nederland                        |           |            | gedenksteen | Pieter Slootenweg, 1456 AB                     | Neck       | 52° 30' 25" NB, 4° 55' 2" OL  | Monument voor Pieter Slooten |
| 1827 | Monument aan het Jisperpad   | Geallieerde militairen                  |           |            | overig      | Kanaaldijk                                     | Wormerland | 52° 31' 8" NB, 4° 53' 3" OL   | Monument aan het Jisperpad   |

- nr. 1824

Aalsmeer ·
Alkmaar ·
Amstelveen ·
Amsterdam ·
Bergen ·
Beverwijk ·
Blaricum ·
Bloemendaal ·
Castricum ·
Den Helder ·
Diemen ·
Dijk en Waard ·
Drechterland ·
Edam-Volendam ·
Enkhuizen ·
Gooise Meren ·
Haarlem ·
Haarlemmermeer ·
Heemskerk ·
Heemstede ·
Heiloo ·
Hilversum ·
Hollands Kroon ·
Hoorn ·
Huizen ·
Koggenland ·
Landsmeer ·
Laren ·
Medemblik ·
Oostzaan ·
Opmeer ·
Ouder-Amstel ·
Purmerend ·
Schagen ·
Stede Broec ·
Texel ·
Uitgeest ·
Uithoorn ·
Velsen ·
Waterland ·
Weesp ·
Wijdemeren ·
Wormerland ·
Zaanstad ·
Zandvoort